# Parque nacional Ravensbourne

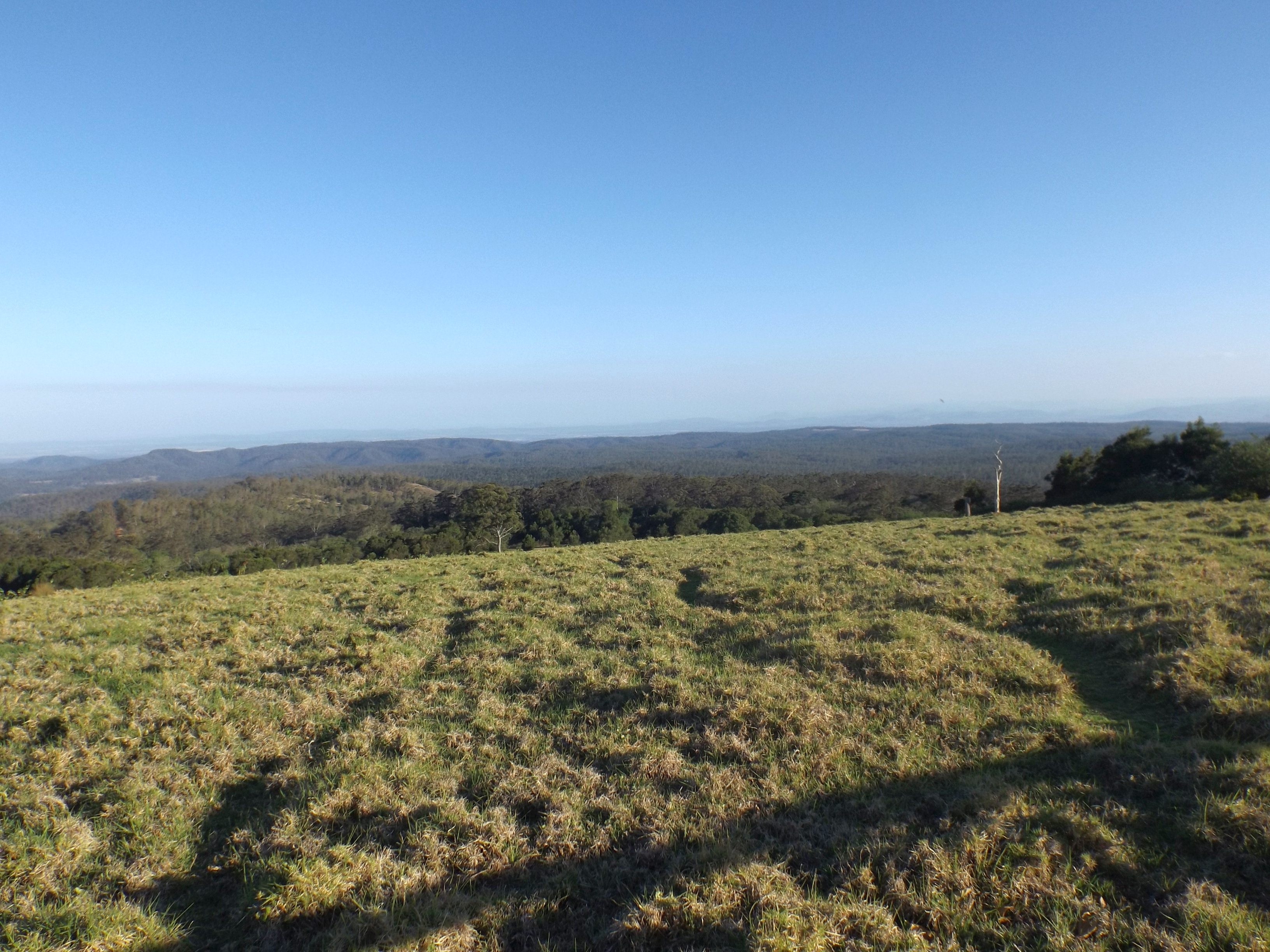
Parque Nacional Ravensbourne

Ravensbourne es un parque nacional en Queensland (Australia), ubicado a 33 km al oeste de Esk.

## Datos
- Área: 4,40 km²
- Coordenadas: 27°21′24″S 152°12′06″E / -27.35667, 152.20167
- Fecha de Creación: 1922
- Administración: Servicio para la Vida Salvaje de Queensland
- Categoría IUCN: II

Véase también:
- Zonas protegidas de Queensland

- Datos: Q1416801
- Multimedia: Ravensbourne National Park / Q1416801